# Charles Courant
Charles Courant (Suiza, 14 de abril de 1896-Cantón de Vaud, 26 de junio de 1982) fue un deportista suizo especialista en lucha libre olímpica donde llegó a ser subcampeón olímpico en Amberes 1920.

## Carrera deportiva
En los Juegos Olímpicos de 1920 celebrados en Amberes ganó la medalla de plata en lucha libre olímpica estilo peso ligero-pesado, siendo superado por el sueco Anders Larsson (oro) y por delante del estadounidense Walter Maurer (bronce). Cuatro años después, en las Olimpiadas de París 1924 ganó el bronce en la misma categoría.